# ایوار اسونسون
ایوار اسونسون (سوئدی: Ivar Svensson؛ ۷ نوامبر ۱۸۹۳ – ۱۸ ژوئن ۱۹۳۴) بازیکن فوتبال اهل سوئد بود.
از باشگاه‌هایی که در آن بازی کرده‌است می‌توان به باشگاه فوتبال ای‌آی‌کی اشاره کرد.